# Stilb
O stilb é a unidade CGS de luminância. O valor de 1 sb = 1 cd/cm2 = 104 cd/m2.
O símbolo para esta unidade é sb.
O stilb corresponde à luminância de uma superfície emitindo luz com intensidade de uma candela por centímetro quadrado na direção de sua normal.
O stilb é usado, geralmente, para caracterizar a claridade de fontes luminosas. Por exemplo: superfície do Sol = 200.000 sb; filamento de lâmpada incandescente = 1.000 sb; papel branco sob luz solar = 2,5 sb; chama de vela = 0,5 sb; superfície da Lua = 0,29 sb.